# The Glorious Lady
The Glorious Lady è un film muto del 1919 diretto da George Irving. Prodotto dalla Selznick Pictures Corporation, aveva come interpreti Olive Thomas, Matt Moore, Evelyn Brent, Robert Taber, Huntley Gordon.

## Trama
Durante una gara di cavalli "point-to-point", uno dei concorrenti, il duca di Loame, gettato a terra dal suo cavallo viene salvato da Ivis Benson, la figlia di uno dei fittavoli. Rimasti entrambi feriti, nel corso della convalescenza durante le frequenti visite del duca a casa di Ivis, i due giovani si innamorano, con sgomento della madre di lui e di lady Eileen, la donna che la duchessa madre vorrebbe come nuora. Il duca, invece, scegliendo con il cuore, conduce all'altare Ivis. Dopo le nozze, la duchessa madre e Eileen progettano un piano per rovinare quel matrimonio: inducono il dottor Neuman, fratello di lady Eileen, a dichiarare allo sposo che Ivis non potrà mai dargli un erede a causa delle ferite riportate nell'incidente. Avendo sentito per caso la conversazione, conscia che il suo principale dovere è quello di mettere al mondo un figlio per continuare il nome dei Loame, Ivis tenta di dare un motivo di divorzio al marito provocando scandalo nel presentarsi in pubblico ubriaca. Una cameriera, però, racconta al duca dell'espediente della padrona e lui va dalla moglie, riportandola a casa dove, qualche tempo dopo, Ivis metterà al mondo il loro primo figlio.

## Produzione
Il film fu prodotto dalla Selznick Pictures Corporation.

## Distribuzione
Il copyright del film, richiesto dalla Selznick Pictures Corp., fu registrato il 7 ottobre 1919 con il numero LP14275.

Distribuito dalla Select Pictures Corporation, il film uscì nelle sale statunitensi il 19 ottobre 1919.
Copia della pellicola si trova conservata negli archivi dell'EYE Film Instituut Nederland di Amsterdam.